# Heinz Barmettler
Heinz Barmettler Veloz (nacido en Zúrich, Suiza, el 21 de julio de 1987) es un exfutbolista profesional dominicano, se desempeñaba en el terreno de juego como defensa central, y su último club fue el SC Freiburg II de Alemania.

## Trayectoria
Su primer equipo fue el Grasshopper B. Durante seis años formó parte del plantel del FC Zúrich, y posteriormente pasó por el Inter de Bakú (Azerbaiyán), donde sólo jugó dos partidos, también perteneció al Vaduz de la segunda división de Suiza, equipo que no le renovó.
Considerado uno de los centrales de mayor proyección en su país de origen, se caracteriza por un buen trato del balón así como por los riesgos que toma al sacarlo jugado. Actualmente, trata de hacerse un hueco en La Liga y, concretamente, en el Real Valladolid. Maneja satisfactoriamente ambas piernas y se siente cómodo yendo a rematar. Destaca por su velocidad y su versatilidad como central, siendo reconocido como un especialista en el corte. Se adapta a las posiciones de lateral izquierdo y lateral derecho, donde ha jugado en algunas ocasiones.

### UEFA Champions League 2009-2010
Participó en la UEFA Champions League en la temporada 2009-10, defendiendo la camiseta del FC Zürich, ubicados en el grupo C de la competición enfrentarían al Real Madrid, AC Milan y el Olympique de Marsella, quedando eliminados en la nombrada fase de grupos sumando 4 puntos en total. 

### Real Valladolid
El 2 de agosto de 2013, tras realizar pruebas en el Real Valladolid de la Primera División, firma un contrato por 2 años con el mismo y se convierte en el primer dominicano en jugar en la LaLiga Santander de España.
El 14 de julio de 2014 rescinde su contrato con el Real Valladolid.

### De Vuelta a la República Dominicana 2015
El 23 de febrero de 2015 se hizo oficial el fichaje con el equipo que nació recientemente en la República Dominicana CIBAO FC, la cual él fue fichado por 1 Temporada y la cual el jugará como defensa central o como Medio Campo Defensivo. Esto es producto a la Creación de la Liga Dominicana de Fútbol "LDF".

## Trayectoria Internacional
Había sido internacional con Suiza en categoría sub-21 e incluso ha jugado un partido amistoso con la mayor helvética. De padre suizo y madre dominicana, Barmettler cambió su nacionalidad FIFA en 2012 para poder representar a la República Dominicana a nivel absoluto, debutando el lunes 24 de septiembre de ese mismo año contra Aruba en un partido correspondiente a la Copa del Caribe de 2012 que terminó 2 a 2. Ejerciendo de capitán en la selección caribeña hasta su retiro.

## Palmarés

### Títulos nacionales
| Título             | Club      | País  | Año  |
| ------------------ | --------- | ----- | ---- |
| Superliga de Suiza | FC Zürich | Suiza | 2007 |
| Superliga de Suiza | FC Zürich | Suiza | 2009 |